# Terra Nova (serie de televisión)
Terra Nova es una serie que se emitió en la cadena estadounidense Fox. Su estreno en Estados Unidos estaba previsto para finales de mayo de 2011. Después de muchas variaciones el estreno oficial se produjo el 26 de septiembre de 2011. En Latinoamérica se estrenó el 3 de octubre de 2011 a través del canal FOX Latinoamérica. En España se estrenó, en la cadena FOX, con la emisión de los capítulos 1 y 2 los días 26 y 27 de enero de 2012 y el 14 de febrero en la cadena Cuatro. El 5 de marzo de 2012, Fox anunció que no continuaría con la serie, y que si se presentaba la oportunidad, venderían los derechos a otra cadena para que produjera la segunda temporada.

## Sinopsis
En 2149 los humanos están en peligro de extinción debido a la superpoblación y a la contaminación que ha vuelto al planeta inhabitable. Cuando los científicos descubren una grieta en el continuo espacio-tiempo, deciden enviar una cápsula para determinar cuándo y dónde aparecerá lo que atraviese la grieta, pero por alguna razón la cápsula no llega al presente. Al no obtener respuesta de la cápsula, llegaron a la conclusión de que la grieta desembocaba en una línea de tiempo paralela (un pasado alternativo), por lo que enviar objetos, e incluso gente, a través de la misma, no cambiaría el futuro. De esta forma, y después de otros experimentos que permitieron comunicarse con el pasado, decidieron enviar a grupos de humanos hasta el período cretácico, ochenta y cinco millones de años atrás, para preservar la especie, ya que el mundo agoniza. En medio de la selva cretácica, los inmigrantes fundan la ciudad de Terra Nova. Pero pronto, su misión de salvar a la humanidad se tornará muy complicada. No sólo deben convivir con dinosaurios, sino con un grupo de humanos que se rebelaron en contra del resto de la comunidad de inmigrantes, y que viven por su cuenta en el bosque, realizando escaramuzas ocasionales a la ciudad para robar suministros. La serie cuenta la historia de una familia que viaja al pasado para empezar una nueva vida en Terra Nova.

## Episodios
| Temporada | Temporada | Episodios | USA                      | USA                     | Latinoamérica        | Latinoamérica       |
| Temporada | Temporada | Episodios | Inicio                   | Final                   | Inicio               | Final               |
| --------- | --------- | --------- | ------------------------ | ----------------------- | -------------------- | ------------------- |
|           | 1         | 13        | 26 de septiembre de 2011 | 19 de diciembre de 2011 | 3 de octubre de 2011 | 16 de enero de 2012 |

## Producción
La serie se basa en una idea original de la escritora británica Kelly Marcel. Alex Graves firmó para dirigir el episodio piloto. Brannon Braga fue el productor ejecutivo.
Australia fue elegida después de que el productor Steven Spielberg vetara Hawái porque quería una localización diferente de su película de 1993 Parque Jurásico. El piloto de dos horas se rodó durante más de veintiséis días entre noviembre y diciembre de 2010, en el sureste de Queensland (Australia), con localizaciones en Brisbane, la Costa Dorada y su zona de influencia. El rodaje estuvo plagado de lluvias torrenciales; y el material adicional se rodó en 2011, con un costo total estimado de entre 10 y 20 millones de dólares estadounidenses, que se amortizarán a lo largo de la temporada.
Se construyeron más de doscientos cincuenta sets de filmación. Cada episodio tardó entre ocho y nueve días en grabarse ―al igual que la mayoría de las series de televisión― pero ocupó seis semanas de postproducción (es decir, el doble que el promedio de las demás series). El presupuesto de cada episodio es de una media de aproximadamente 4 millones de dólares. El presidente de Fox Entertainment, Kevin Reilly, dijo: «Esto va a ser enorme. Va a requerir un compromiso enorme de producción».
En una decisión inusual, Fox omitió ordenar sólo el piloto, y en cambio encargó de inmediato trece episodios. Esto se debió en parte a razones financieras, porque los grandes escenarios de Australia son costosos para desmantelar y reconstruir. A pesar de esta decisión, los productores negaron que la producción de la serie se haya ido por encima del presupuesto, con Peter Rice explicando que la serie es «un programa de televisión muy caro... muy ambicioso». Kevin Reilly continuó: «No estamos en un territorio completamente desconocido aquí. El costo de puesta en marcha de la serie es, sin duda en extremo superior. Pero no es una serie que deje en bancarrota». Con sólo el 10% de los dinosaurios de la era del Cretácico registrados en el registro fósil, los productores decidieron complementar la serie con los que pudieran haber existido, el paleontólogo Jack Horner fue contratado para ayudar a crear criaturas reales para el período y diferentes de los de la franquicia cinematográfica Jurassic Park.
En junio de 2010 el primer miembro del reparto fue anunciado: Jason O'Mara como Jim Shannon. A finales de agosto, Allison Miller se unió al elenco. En septiembre Deadline Hollywood informó de que Stephen Lang firmó para interpretar el papel del comandante Taylor. Uno de los productores ejecutivos, David Fury, dejó la serie como consecuencia de diferencias creativas. En septiembre Shelley Conn consiguió el papel principal femenino. En octubre Mido Hamada fue elegido como el jefe de seguridad, mientras que Landon Liboiron, Naomi Scott, y Alana Mansour fueron escogidos como los tres hijos.
En noviembre, Christine Adams fue elegida como Mira. En mayo de 2011 Rod Hallett fue presentado como uno de los personajes principales.
El reparto y el equipo volvió a Queensland (Australia) el 20 de mayo de 2011 para continuar la producción de la primera temporada. El rodaje comenzó el 25 de mayo de 2011. Con un largo proceso de producción de la serie, se anunció que la primera temporada constaría de trece episodios para terminar su emisión en diciembre de 2011.

## Emisión
Terra Nova tenía programado su preestreno para mayo de 2011 con una emisión adelantada de un episodio piloto de dos horas, pero debido a la cantidad de tiempo que se gasta en los efectos visuales, dicha emisión fue trasladada al otoño de 2011, suponiendo esto el inicio ininterrumpido de la primera temporada. En mayo de 2011, Fox anunció que la serie saldría al aire en las noches de los lunes, y dio a conocer un tráiler completo. Terra Nova se estrenó en la edición 2011 del San Diego Comic-Con International el 23 de julio de 2011.
En Polonia, FOX TV Polonia ha adquirido la serie, que saldría al aire una semana después de su estreno en EE. UU. En el Reino Unido e Irlanda, el canal digital Sky 1 ha adquirido la serie, que saldría al aire en el otoño de 2011. En Australia, Network Ten ha estrenado la serie, donde sale al aire a los pocos días de su lanzamiento en los EE. UU. En Israel, Yes ha estrenado la serie, donde sale al aire un día después de su lanzamiento en los EE. UU. En Alemania ProSieben estrenará la serie, y saldrá al aire en la primavera de 2012. En Latinoamérica se estrenó el 3 de octubre de 2011, con el horario fijo de los lunes a las 22 horas por FOX Latinoamérica. La emisión de la serie en Latinoamérica se retrasa tan sólo una semana de la emisión original. En España, el grupo Mediaset compró a mediados de octubre de 2011 un pack de ficción a la cadena Fox, tras llegar a un acuerdo para la emisión de sus series recién estrenadas. Los derechos incluyen el serial 'Terra Nova' para emitirla en Cuatro, remitiéndola más tarde en Energy. En Chile, la serie fue adquirida por Canal 13.

## Personajes

### Personajes principales
- Jason O’Mara como Jim Shannon, un padre dedicado, con un pasado complicado.[30]
- Shelley Conn como Elisabeth Shannon, traumatóloga, esposa de Jim.[30]
- Stephen Lang como el comandante Nathaniel Taylor, pionero y líder de la solución.[30] En el desarrollo inicial, fue nombrado Frank Taylor.[39]
- Landon Liboiron como Josh Shannon, el hijo de 17 años de Jim y Elisabeth. Él se resiste a abandonar su antigua vida.[30]
- Naomi Scott como Maddy Shannon, la hija de 15 años de Jim y Elisabeth. Una chica rara que espera reinventarse en Terra Nova.[30]
- Alana Mansour como Zoe Shannon, la hija de 6 años de Jim y Elisabeth.[30]
- Allison Miller como Skye, una residente veterana de Terra Nova, que guía a Josh.[19]
- Dean Geyer como Mark Reynolds, pretendiente de Maddy Shanon.
- Mido Hamada como Guzmán, el jefe de un equipo de seguridad que también se desempeña como asesor de confianza del comandante Nathaniel Taylor.[23]
- Christine Adams como Mira, la líder de un grupo que se opone a Taylor, los "Sixers".[30]
- Rod Hallett como el Dr. Malcolm Wallace, la expareja de Elisabeth y rival de Jim.[26]

### Personajes secundarios
- Simone Kessell como Alicia Washington, la segunda en el mando de Nathaniel Taylor.[40]
- Ashley Zukerman como Lucas, el hijo del comandante Nathaniel Taylor.[41]
- Damien Garvey como Tom Boylan, el dueño de un bar que tiene contacto con los "Sextos".
- Emelia Burns como Reilly, uno de los soldados de Taylor.[41]
- Eka Darville como Max.
- Aisha Dee como Tasha.
- Damian Walshe-Howling como Carter.
- Sam Parsonson como Hunter.

## Animales prehistóricos destacados
- Spinosaurus, visto en videos promocionales del séptimo episodio de la primera temporada.[42]
- Ankylosaurus.
- Carnotaurus.
- Howler (‘aullador’), apodo dado a una especie de dinosaurio selvícola que emite ruidos extraños.
- Nicoraptor, un dromeosaurio de ficción. A menudo comparado con un perro sarnoso salvaje. Vistos en el episodio "The Runaway", el quinto de la primera temporada.[43]
- Pteranodon longuiceps.
- Slasher o Acceraptor, otra especie ficticia de dromeosaurio con una cresta en la cabeza (como el Oviraptor). Tiene plumas de colores y una cola que puede mover muy rápido. También cuenta con una hoja filosa en la cola que puede cortar materiales tan duros como el metal. Los machos tienen un color blanco y negro mientras que las hembras tienen un color marrón. Este depredador puede correr a 70 km/h. Acceraptor significa ‘ladrón cortante’ en latín. Llamado cuchillas en la versión española.
- Brachiosaurus. Visto en el primer episodio, dinosaurio de cuello largo.
- Pterosaurus no identificado, visto en el episodio tercero de la primera temporada, titulado "Instinct".[44]
- Hadrosaurus no identificado.

## Recepción de la crítica
En junio de 2011, Terra Nova fue uno de los ocho galardonados en la categoría Most Exciting New Series en los Critics' Choice Television Awards, votados por los periodistas que había visto los pilotos.

## Cancelación
La serie estuvo en espera de una renovación durante varios meses. Sin embargo, la cadena FOX decidió en marzo de 2012 anular la serie debido a sus bajas audiencias y su alto coste, anunciando la posibilidad de compra de los derechos de autor y que algún canal pueda continuar la serie. Si la serie no es comprada por ningún canal, la trama quedará incompleta y con un final muy abierto, puesto que estaba previsto continuarlo en una segunda temporada.